# Nalbari (distrikt)
Nalbari är ett distrikt i Indien.   Det ligger i delstaten Assam, i den östra delen av landet, 1 400 km öster om huvudstaden New Delhi. Antalet invånare är 771 639. Arean är 2 257 kvadratkilometer. Nalbari gränsar till Baksa.
Terrängen i Nalbari är varierad.
Följande samhällen finns i Nalbari:
- Nalbāri